# Verdiskapingsprogrammet

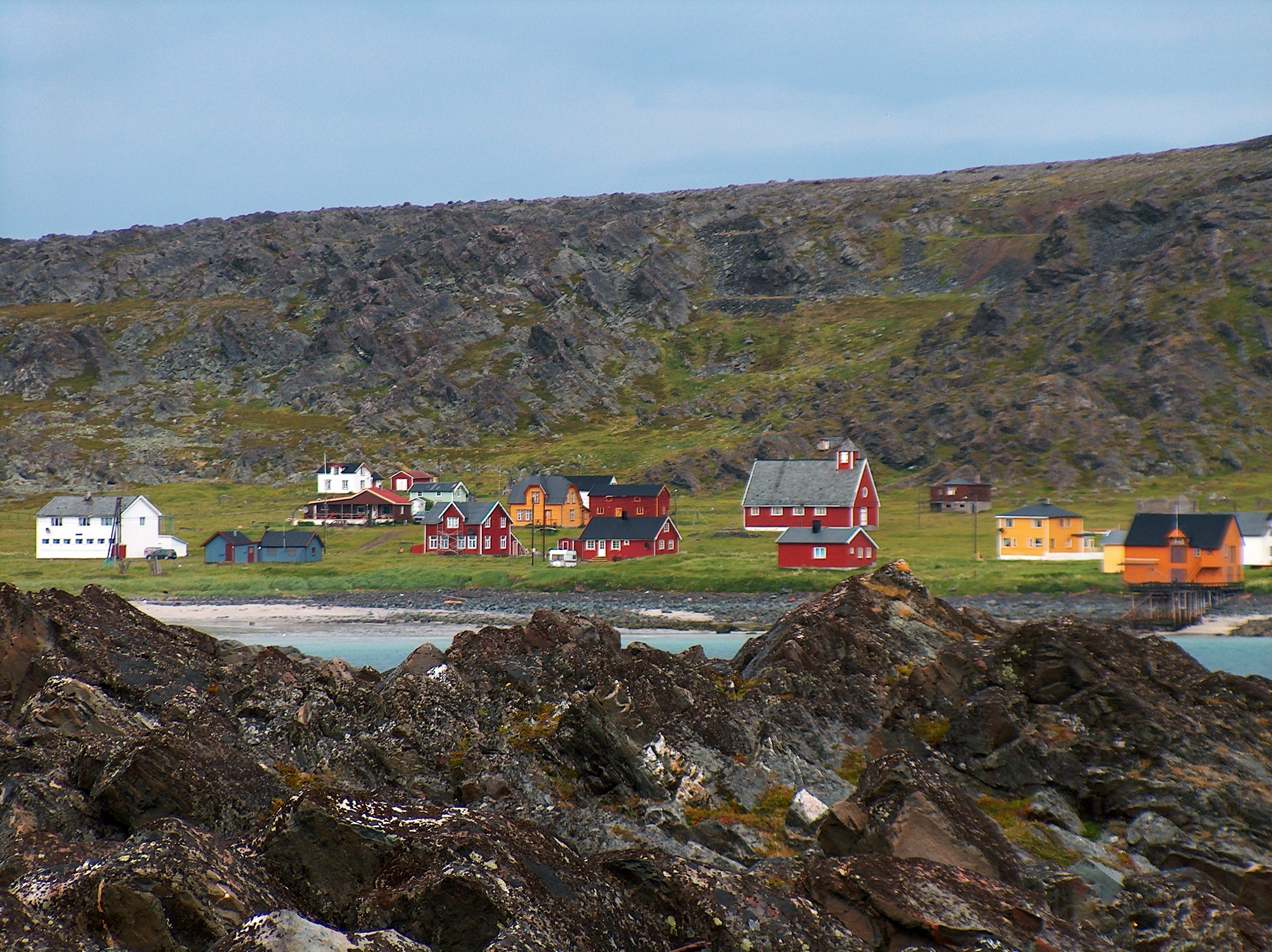
Hamningberg i Finnmark

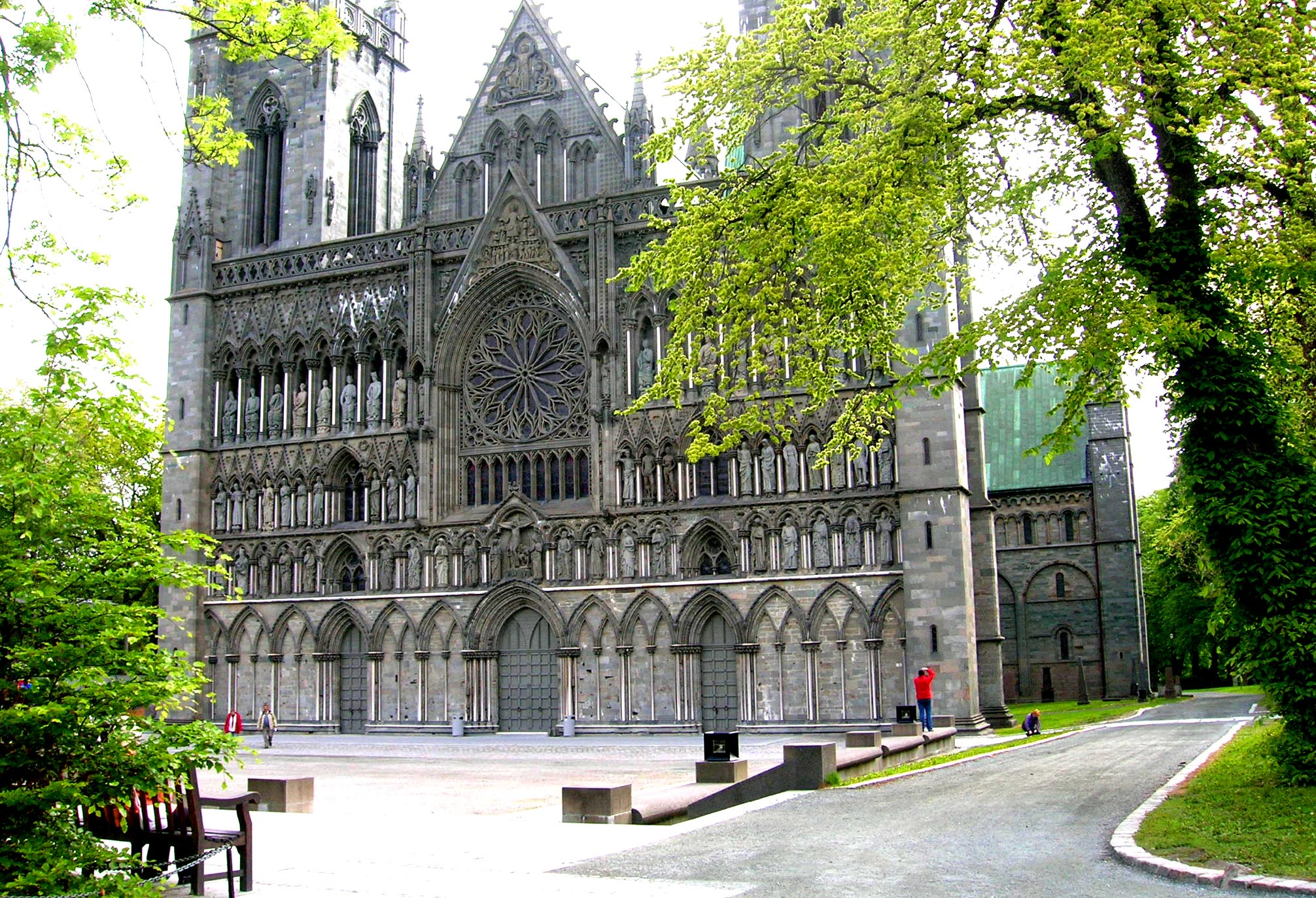
Nidarosdomen, mål för Pilegrimsleden

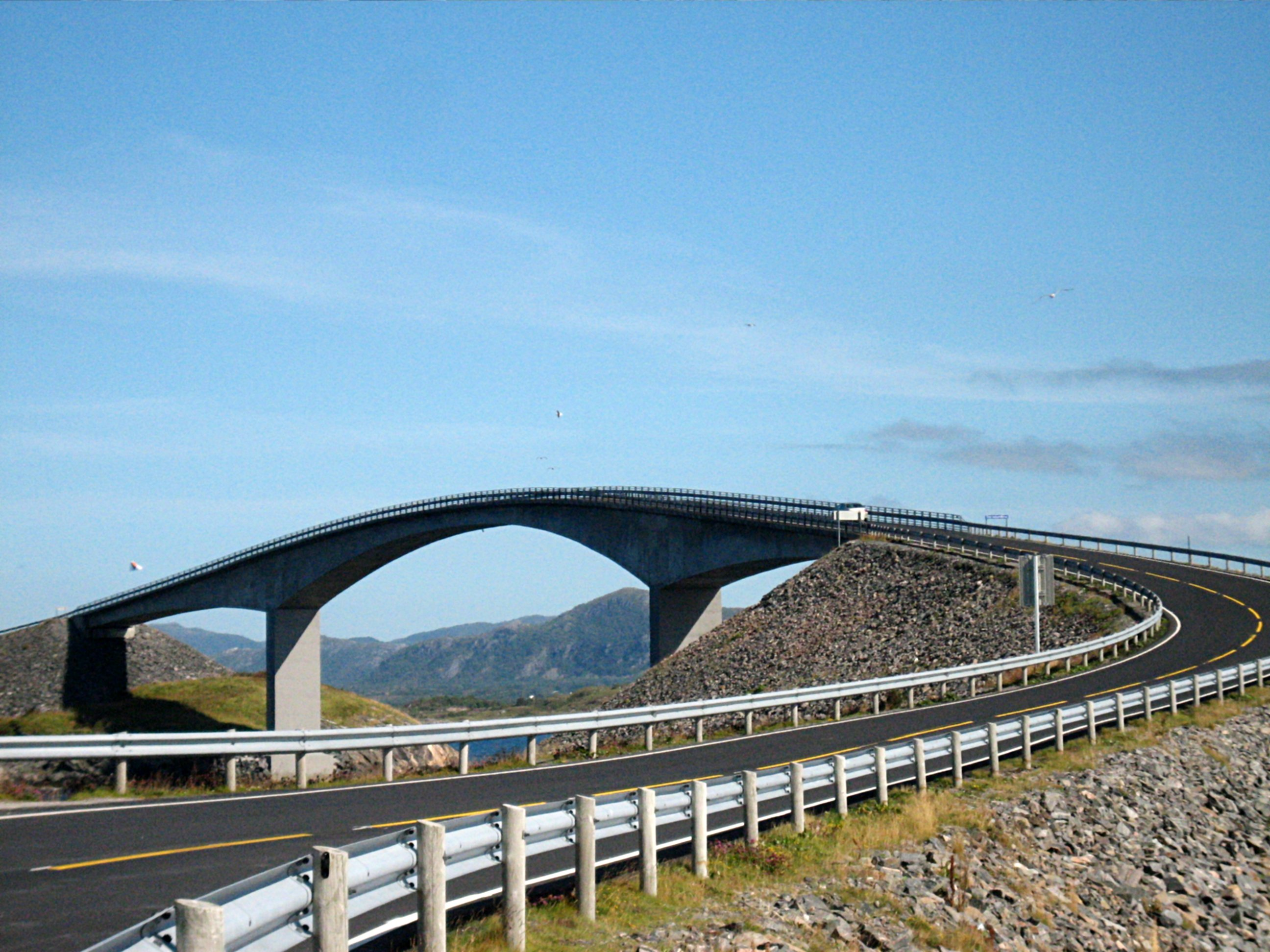
Storseisundets bro på Atlanterhavsveien

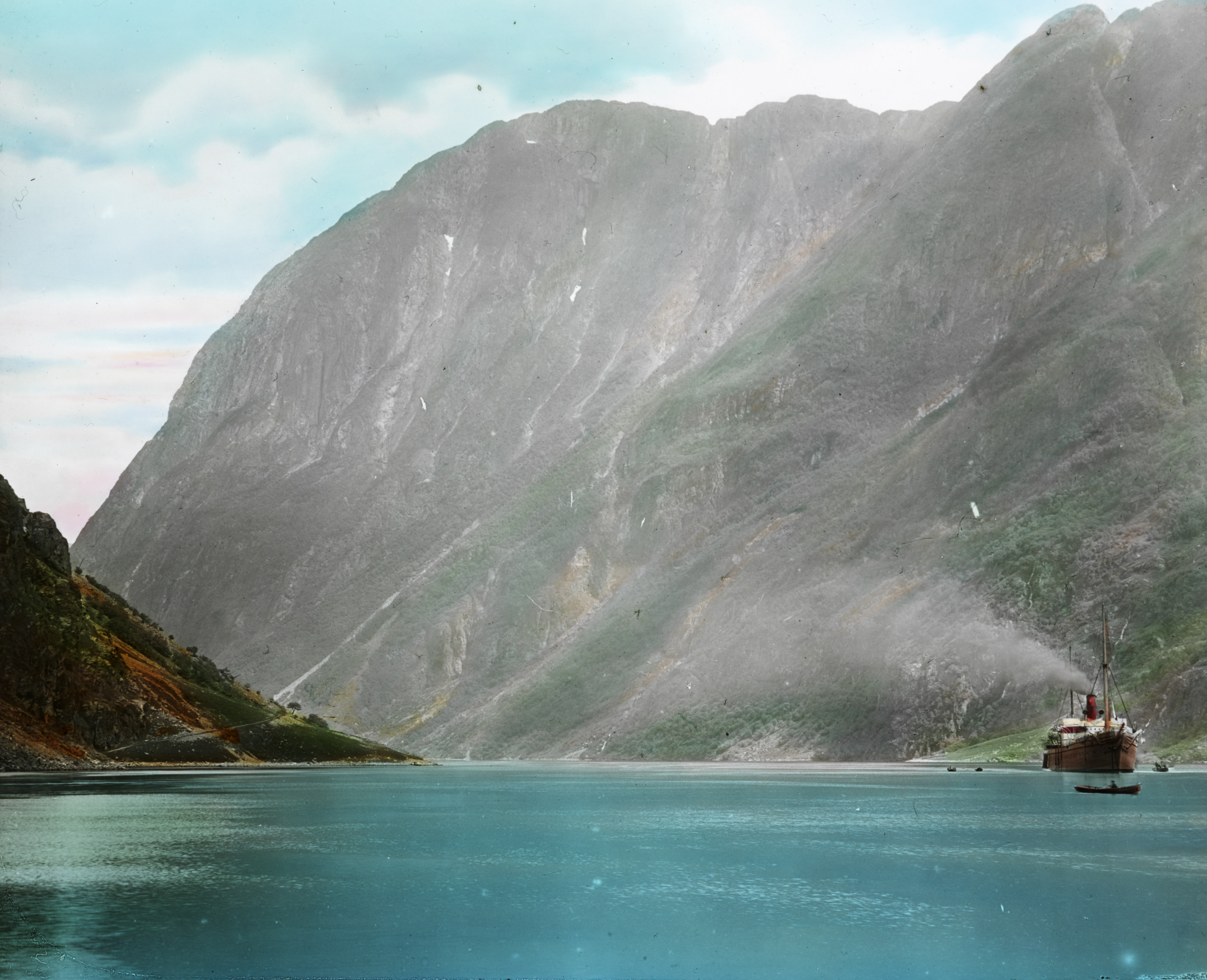
Nærøyfjorden omkring 1910

Verdiskapingsprogrammet var ett nationellt norsk program för utveckling av kulturminnen, vilket sorterar under Riksantikvaren i Norge.
Verdiskapingsprogrammet var ett projekt för perioden från 2006 till 2010. Erfarenheterna från programmet var att det gav största resultatet i de fall där fylkeskommunerna var ordentligt engagerade. Senare "verdiskapsprosjekter" från 2011, 2012 och 2013 har därför krävt både medverkan och finansiering av respektive fylkeskommun.

## Pilotprojekt under programperioden 2006-2010
- Hamningberg i Finnmark fylke
- Pilegrimsleden från Oslo till Trondheim
- Atlanterhavsveien Bud–Kristiansund i Møre og Romsdal fylke
- Valdres Natur og kulturpark i Valdres, och Nasjonalparkriket i Nord-Gudbrandsdalen
- Porto Franco – Kristiansands kulturella frihamn
- Pärlor i Nordsjøløypa, Hordaland fylke
- Hammerdalen i Larvik
- Odda – industriella kulturminnen som bas för ny tillväxt
- Den värdefulla kustkulturen i Nordland fylke.[1]
- Nærøyfjorden världsarvspark
- Norskt traditionellt fiske[2]

Riksantikvaren har också anslagit mindre belopp till tre tilläggsprojekt.